# Mesomycetozoea
Mesomycetozoea (také zvaní Ichthyosporea nebo DRIP-klad, česky plísňovky) jsou jednobuněční parazité příbuzní živočichům, zpravidla řazení do polyfyletické skupiny Choanozoa. Skupina sdružuje organismy, u kterých až moderní molekulární metody odhalily jejich příbuznost, dříve byly některé z nich považovány za houby či úplně jinam řazené prvoky.

## Způsob života
Jsou to zpravidla paraziti vodních obratlovců a bezobratlých. Jako jiní parazité mají složité vývojové cykly, ty ale nejsou příliš známé, volně žijící vývojová stádia jsou buď bičíkovitá nebo měňavkovitá.
Rhinosporidium seeberi jako jediný druh z celé skupiny může parazitovat i na člověku. Uhnízďuje se v nosní sliznici, kde vytváří boule, které lze odstranit pouze chirurgicky.